# Maria Nackid
María Nackid (mayo de 1910 - 30 de julio de 1912) fue una de las supervivientes más jóvenes del naufragio del Titanic.

## Breve historia
Hija del matrimonio libanés formado por Sahid y Maria Nackid, Maria viajó en tercera clase del Titanic, rumbo a Waterbury (Connecticut, Estados Unidos). Es conocida, además, por ser la primera superviviente que murió: 76 días después del naufragio, aproximadamente 2 meses y medio después. Tenía dos años cuando murió por meningitis. Sus restos fueron enterrados en el Calvary Cementery de Waterbury.